# Луаншья
Луаншья(англ. Luanshya) — місто в центральній частині Замбії. Входить до складу провінції Коппербелт.

## Історія
Місто засноване в першій половині XX століття після відкриття мідних покладів на річці Луаншья.

## Географія
Розташоване за 30 км на північний захід від міста Ндола і за 42 км на південний схід від міста Кітве-Нкана. Абсолютна висота — 1228 метрів над рівнем моря.

### Клімат
Місто знаходиться у зоні, котра характеризується вологим субтропічним кліматом. Найтепліший місяць — жовтень із середньою температурою 23.7 °C (74.7 °F). Найхолодніший місяць — липень, із середньою температурою 16 °С (60.8 °F).
| Клімат Луаншьї          | Клімат Луаншьї | Клімат Луаншьї | Клімат Луаншьї | Клімат Луаншьї | Клімат Луаншьї | Клімат Луаншьї | Клімат Луаншьї | Клімат Луаншьї | Клімат Луаншьї | Клімат Луаншьї | Клімат Луаншьї | Клімат Луаншьї | Клімат Луаншьї |
| Показник                | Січ.           | Лют.           | Бер.           | Квіт.          | Трав.          | Черв.          | Лип.           | Серп.          | Вер.           | Жовт.          | Лист.          | Груд.          | Рік            |
| Середня температура, °C | 22             | 22,1           | 22             | 20,9           | 18,4           | 16,1           | 16             | 18,4           | 21,7           | 23,7           | 23,3           | 22,2           | 20,6           |
| Норма опадів, мм        | 287.1          | 251.7          | 168.8          | 48.4           | 4.1            | 0.7            | 0.3            | 1.2            | 2.2            | 29.1           | 147.3          | 279            | 1219.9         |
| Днів з опадами          | 22,6           | 19,3           | 16,5           | 5,8            | 0,8            | 0              | 0              | 0              | 0              | 4              | 13,5           | 22,1           | 104,6          |
| Вологість повітря, %    | 81.8           | 82.2           | 79.2           | 73.1           | 65.9           | 61.1           | 55.1           | 47.3           | 41.3           | 46.9           | 64.5           | 79.7           | 64.8           |
| ----------------------- | -------------- | -------------- | -------------- | -------------- | -------------- | -------------- | -------------- | -------------- | -------------- | -------------- | -------------- | -------------- | -------------- |
| Джерело: Weatherbase    |                |                |                |                |                |                |                |                |                |                |                |                |                |

## Населення
За даними на 2013 рік чисельність населення становить 134 863 людини.
| 1990   | 2000   | 2013   |
| ------ | ------ | ------ |
| 118143 | 115579 | 134863 |

## Економіка
Для розробки копалень була заснована компанія «Roan Antelope Copper Mines Ltd». До кінця XX століття видобуток кольорових металів знизилася, що призвело у значного погіршення стану в місті. Місто обслуговує рудник «Roan Antelope». Луаншья пов'язана залізницею зі столицею країни Лусакою та іншими містами міденосного пояса Центральної Африки. Є невеликий аеропорт, який на сьогоднішній день не діє. Таким чином, найближчі діючі аеропорти розташовуються в містах Кітве і Ндола.

## Інфраструктура
У місті розташований педагогічний коледж (Technical and Vocational Teacher's College), крім того, тут є 3 лікарні.